# Tran Da Tu

Trần Dạ Từ, pseudonym för Lê Hạ Vĩnh, född 1940 i Hải Dương i norra Vietnam, är en vietnamesisk-amerikansk poet.
Trần Dạ Từ flyttade vid delningen av landet 1954 till Saigon i Sydvietnam, där han blev journalist och känd poet. Han gifte sig med författaren Nhã Ca, med vilken han fick sju barn. År 1963 fängslades han av Ngô Đình Diệm-regimen som politisk dissident. 
År 1975 efter Vietnams återförening, utpekades han som en av tio författare, som svartlistades som "kulturguerilla", och han satt som politisk fånge i fängelse under tolv år 1976-88. Hans fru  fängslades också för samma anklagelse och satt i fängelse två år. Efter hans frigörelse lyckades den äldste sonen, då tjugo år, ta sig till Sverige och där förmå Svenska Pen-klubben under Thomas von Vegesack att ta upp fallet med svenska regeringen under Ingvar Carlsson, varefter familjen fick politisk asyl i Sverige och utresetillstånd. Trần Dạ Từ  och Nhã Ca och flertalet av deras barn flyttade 1992 vidare till USA och bosatte sig i Kalifornien i Kalifornien.
I USA har paret arbetat med tidningen Việt Báo. 